# 洪順 (彭運洪)
洪順（1852年春季）為清朝反清領袖彭運洪的年號，共使用1季。
翦伯贊《中外歷史年表》作1853年（癸丑，清咸豐三年）五月，「湖南會黨李明先破桂東，建元洪順」。

## 紀年對照表
| 洪順 | 元年   |
| ---- | ------ |
| 公元 | 1852年 |
| 干支 | 壬子   |

## 同期存在的其他政權年號
- 中國
  - 咸豐（1851年－1861年）：清朝—清文宗奕詝之年號
  - 太平天國（1851年－1864年）：太平天國—洪秀全、洪天貴福之年號
- 越南
  - 嗣德（1848年－1883年）：阮朝—阮翼宗阮福時之年號
- 日本
  - 嘉永（1848年－1854年）：孝明天皇之年號

## 深入閱讀
- 李崇智. . 北京: 中华书局. 2004年12月. ISBN 7101025129.